# 森下町 (青梅市)
森下町（もりしたちょう）とは、東京都青梅市にある地名。郵便番号は198-0089。

## 概要
市域中央部に位置する。青梅駅周辺商店街の西端にあたる。「青梅坂下」信号を北上すると小曾木地区に出る。

## 地理
青梅線より北側は山地になっている。

## 歴史
「青梅市の歴史」「青梅町の歴史」も参照。
- 1875年(明治8年) - 青梅村より青梅町に変更（大字青梅の範囲）。
- 1889年（明治22年）4月1日 - 町村制の施行に伴い、青梅町、勝沼村、西分村、日向和田村が合併して神奈川県西多摩郡青梅町が発足（青梅市の青梅地区の範囲）。
- 1893年（明治26年）4月1日 - 東京府へ移管。
- 1943年（昭和18年）7月1日 - 東京都制施行。
- 1951年（昭和26年）4月1日 - 霞村、調布村との合併により青梅市が発足。同日青梅町廃止。大字青梅は青梅地区の一部となる。
- 1998年（平成10年）10月 - 青梅地区の大字青梅より分割された地名の一つとして現在に至る。

## 世帯数と人口
2021年（令和3年）3月1日現在の世帯数と人口は以下の通りである。
- 世帯数 - 179世帯
- 人口 - 409人

## 小・中学校の学区
市立小・中学校に通う場合、学区は以下の通りとなる。
| 町名 | 小学校             | 中学校             |
| ---- | ------------------ | ------------------ |
| 全域 | 青梅市立第一小学校 | 青梅市立第一中学校 |

## 公共機関

### 警察
- 警視庁青梅警察署（青梅市野上町）
  - 森下町安全安心ステーション - 旧森下町交番[7]。

### 消防
- 東京消防庁青梅消防署（青梅市師岡町）
  - 第一分団（青梅地区）[8]

## 国・都の機関

### 都の機関
- 東京都交通局早稲田自動車営業所青梅支所

## 名所・旧跡・社寺

### 名所・旧跡
- 旧稲葉家住宅

### 社寺

#### 神社
- 熊野神社 - 境内にはかつて陣屋が設けられていた[9]。
- 瘡守稲荷

## 交通
- 国道411号（青梅街道）
- 東京都道53号青梅秩父線

都営バスのバス路線があり、JR青梅線・青梅駅へのアクセスも容易である。